# باول توماس يونغ
باول توماس يونغ (بالإنجليزية: Paul Thomas Young)‏ هو عالم نفس أمريكي، ولد في 20 مايو 1892، وتوفي في 15 يونيو 1978.

## وصلات خارجية
- باول توماس يونغ على موقع الموسوعة البريطانية (الإنجليزية)